# Moritz Klotz
Moritz Klotz (* 6. August 1813 in Potsdam; † 11. August 1892 in Berlin) war ein Richter und preußischer und deutscher Politiker.

## Leben und Wirken
Klotz studierte von 1831 bis 1834 Rechtswissenschaften in Berlin. Später war er Assessor am Kammergericht und Spezialkommissar der Generalkommission in Berlin. Danach war Klotz Kreisgerichtsrat in Berlin und später Landgerichtsrat. Im Jahr 1848 war er Mitglied der Preußischen Nationalversammlung. Nach dem Ende der Reaktionsära war Klotz zunächst zwischen 1860 und 1866 und dann zwischen 1869 und 1892 Mitglied des Preußischen Abgeordnetenhauses. Zwischen 1877 und 1880 war er erster Vizepräsident des Parlaments. Anfangs gehörte er der Fraktion Vincke, später der Fortschrittspartei und der Freisinnigen Partei an. Außerdem war er von 1871 bis 1884 und von 1886 bis 1890 Mitglied des Reichstages.